# Љубомир Новаковић
Љубомир Новаковић (Краљево, 1885 – Београд, 1922) био је српски енолог, школски управник и министар.

## Биографија
Љубомир Новаковић је рођен 1855. године у Краљеву, од оца Јована и мајке Круне. Отац Јован је био трговац и председник суда у Краљеву. Љубомир је гимназију завршио у Крагујевцу, 1870. године. Даље школовање је наставио у Крижевицама, где је завршио Вишу пољопривредну школу. Након тога је дуже време провео у области око Рајне, где је проучавао узгајање винове лозе. Своје образовање је довршио на Високој пољопривредној школи у Бечу. Његов брат је био официр Милан Новаковић, који је био вођа контразавереника, противника извршилаца Мајског преврата. Због тога је био ухапшен 1907. године и убијен у затвору.
Од 1875. био је члан Друштва за пољску привреду (касније Српског пољопривредног друштва). Од 1882. до 1893. био је члан Сталне комисије за испитивање филоксере и средстава против ње у оквиру Министарства привреде. У време заседања Уставотворне скупштине 1888. године Новаковић је био краљев посланик и члан Уставотворног одбора. У периоду од 1890. до 1892. године био је народни посланик за Округ руднички. Био је члан Народне радикалне странке. Као припадник ове странке био је члан Привредног савета у Министарству народне привреде (1891-1892), а 1893. године је постављен за начелника Одељења за трговину и радиност и саобраћај у овом министарству. Љубомир Новаковић је такође био члан: Статистичког одељења, Сталног одбора земаљског већа, Кола јахача Кнез Михаило, Железничког одбора и Дисциплинског суда за неуказане службенике. Године 1897. постао је инспектор шума у Шумарском одељењу Министарства народне привреде.
Врхунац његове политичке каријере је био положај министра народне привреде у влади Димитрија Цинцар Марковића (19. новембар 1902 - 11. јун 1903). Новаковићу је у време док је био министар био додељен и Орден Таковског крста I реда. Ова влада је била нестраначка влада, али њен мандат није дуго трајао. Наиме, мандат јој је престао са убиством краља Александра Обреновића и његове супруге Драге у Мајском преврату, током ког је био убијен и сам Цинцар-Марковић.
Упоредо са Новаковићевом политичком каријером, текла је и његова каријера школског надзорника и енолога. Његов отац Јован је у Краљеву на свом имању посадио винову лозу, од које је породица производила квалитетно вино. Љубомир је ово вино излагао у Бордоу 1882. године, а 1885. године је у Антверпену добио сребрну награду. Новаковић је од 1894. године био члан Српског пољопривредног друштва, а касније и његов председник. Вршилац дужности управника Ратарске школе у Краљеву постао је 1898. године, а две године касније и в.д. управника Винодељско-воћарске школе у Букову код Неготина.
Љубомир Новаковић је са супругом Драгом имао синове Јована и Илију. Новаковић је преминуо 1922. године у Београду. Сахрањен је на београдском Новом гробљу.